# Солонське (Нижньогородська область)
Солонське (рос. Солонское) — присілок в Богородському районі Нижньогородської області Російської Федерації.
Населення становить 477 осіб. Входить до складу муніципального утворення Шапкинська сільрада.

## Історія
Від 2004 року входить до складу муніципального утворення Шапкинська сільрада.

## Населення
| 1999 | 2002 | 2010 |
| ---- | ---- | ---- |
| 566  | ↘481 | ↘477 |